# Núria Cabutí Brull
Núria Cabutí Brull   (Barcelona, 1967) és una empresària catalana, actual CEO de Penguin Random House Grupo Editorial, i vicepresidenta del Cercle d'Economia.

## Trajectòria
Es va graduar en Ciències Econòmiques a la Universitat Autònoma de Barcelona. Posteriorment, va complementar els seus estudis amb una llicenciatura en Estudis Econòmics a la Universitat d’Oxford Brookes i amb un màster en gestió empresarial (MBA) per l'IESE.
Va començar la seva trajectòria professional al grup Bertelsmann, on el 1992 es va incorporar com a analista financera. Des de llavors, ha desenvolupat bona part de la seva carrera al sector editorial, havent ocupat diversos càrrecs directiurs a Plaza & Janés, Random House Mondadori, i Debolsillo. El 2010 fou nomenada directora general de Random House Mondadori, i el 2013 fou nomenada CEO de Penguin Random House Grupo Editorial, entrant a formar part del Consell Internacional de Penguin Random House i del Consell del Grup Bertelsmann. És considerada l'editora més poderosa en llengua castellana.
Pel que fa a la seva trajectòria cívica, és membre de la junta directiva del Cercle d'Economia i de l'Associació Espanyola de Direcció, així com de Barcelona Global, del Patronat de la Universitat Ramon Llull i del Consell Assessor de la Fundació Ortega y Gasset-Gregorio Marañón.
El 2023 fou definida per la revista Forbes com una de les 100 dones més influents d'Espanya.
El 2025 fou inclosa a la llista Forbes de les 100 dones més influents de Catalunya.